# Диполд I (Лойхтенберг)
Диполд I фон Лойхтенберг (на немски: Diepold I fon Leuchtenberg; * 1168; † сл. 19 август 1209) е от 1168 до 1196 г. граф на Лойхтенберг и от 1196 до 1209 г. ландграф на Лойхтенберг.
Той е син на граф Гебхардт II фон Лойхтенберг (1146 – 1168) и съпругата му Юта фон Фобург.
Прабаба му по майчина линия Агнес фон Вайблинген е дъщеря на император Хайнрих IV.
Диполд I наследява през 1196 г. титлата ландграф. Той често е с крал Филип Швабски. След неговата смърт той се присъединява към Ото IV и го придружава в неговия поход до Рим, при който умира през 1209 г. След неговата смърт ландграфството е разделено.

## Фамилия
Диполд I се жени за жена с неизвестно име и има децата:
- Юта, омъжена за Вилхелм фон Зулцбюрг
- Гебхардт III (1209 – 1244), получава замък и господство Валдек в Горен Пфалц, женен за Елизабет фон Нюрнберг († 14 ноември 1255)
- Диполд II († сл. 26 април 1259), получава Лойхтенберг